# Dentella concinna
Dentella concinna là một loài thực vật có hoa trong họ Thiến thảo. Loài này được Airy Shaw mô tả khoa học đầu tiên năm 1932.